# ديسكوغرافيا نانسي عجرم
لدى نانسي عجرم اثنا عشر ألبوم إستديو، من بينهما ألبومان مخصصان للأطفال، إضافة إلى أربعة ألبومات حفلات، وألبوم تجميعي واحد، وألبومين أُعيد إصدارهما و51 أغنية منفردة. اعتبارًا من عام 2007، سجلت ألبومات نانسي مبيعات بلغت 30 مليون نسخة في جميع أنحاء العالم، وهو ما جعلها واحدة من أفضل فناني الموسيقى في الشرق الأوسط مبيعًا. وصلت مجموعة من أغاني نانسي المنفردة إلى المركز الأول في العديد من اللوائح الموسيقية العربية، بما في ذلك لائحة «هيت ماركر» ولائحة أفضل 20 أغنية في لبنان. بحلول عام 2010، أُعلن أن نانسي عجرم أفضل مغنية شرق أوسطية مبيعًا في العقد الأول من القرن الحادي والعشرين.
ظهرت نانسي لأول مرة في عام 1998، حين كانت تبلغ من العمر 15 عامًا، حيث وقعت عقدًا مُتعدِّد الألبومات مع شركة إيمي الرائدة في إنتاج الموسيقى، وقد أصدرت ألبومها الأول محتجالك في نفس العام. وفقًا لها، لم يساعدها عقدها مع إيمي - في ذلك الوقت - بالانتشار كما كانت تتوقع، إذ لم يحظ الألبوم بأي اهتمام على وسائل الإعلام، مع إن أغنية «محتجالك»، وهي الأغنية الرئيسية للألبوم بلغت ذروتها ضمن المراكز العشرة الأولى في لوائح الأغاني الفردية في لبنان. ومثل ألبومها الأول، نال ألبوم نانسي الثاني شيل عيونك عني الذي صدر في عام 2001 نفس المستوى من الاهتمام ولم تشتهر منه سوى أغنية الألبوم الرئيسية التي حملت الاسم نفسه أيضًا.
صعد نجم نانسي عجرم إلى الشهرة مع بدء تعاونها مع المنتج اللبناني الشهير جيجي لامارا، حيث سجلت ألبومها الغنائي الثالث يا سلام. حققت أغنية «أخاصمك آه» - الأغنية الرئيسية في الألبوم - نجاحًا تجاريًا هائلًا، وتصدرت لوائح الموسيقى العربية طيلة 10 أسابيع متواصلة. دفع هذا الإقبال على الأغنية بإطلاق أغنيتي «يا سلام» و«ياي» من الألبوم نفسه، وقد حققتا نجاحا مماثلًا في اللوائح الموسيقية في العديد من البلدان العربية.
في أبريل 2004، صدر ألبوم نانسي الرابع بعنوان آه ونص، وتصدّر قمة لوائح المبيعات العربية. وصلت أغنية الألبوم الرئيسية التي حملت كذلك نفس اسم الألبوم إلى المراكز الأولى في جميع لوائح الأغاني العربية بما في ذلك لبنان ومصر، لتصبح واحدة من أنجح أغاني عجرم على الإطلاق. تلتها ثلاث أغنيات منفردة من الألبوم، على رأسها أغنية «قول تاني كده»، التي كانت بمثابة أول تعاون لها مع شركة كوكا كولا. في عام 2006، أصدرت نانسي ألبومها الغنائي الخامس، بعنوان يا طبطب ودلع، وتضمّن ست أغنيات منفردة، من بينها أغنية «إحساس جديد» التي حققت نجاحًا تجاريًا، وتصدرت اللوائح الموسيقية العربية لأسبوعين متتاليين. في يونيو 2007، أصدرت نانسي ألبومها الغنائي الأوّل المُخصص للأطفال بعنوان شخبط شخابيط مع فيديو كليب موسيقي مدته سبع دقائق، وهو ما مثّل نقلة نوعية لها، وعُدَّ من أبرز وأنجح الأبومات الغنائية العربية المُخصصة للأطفال.
في 30 يوليو 2008، أصدرت نانسي ألبومها الغنائي السادس، بعنوان «بتفكر في إيه»، وتزامن إصداره مع بث فيديو كليب موسيقي للأغنية الرئيسية للألبوم عُرض لأوّل مرة على فضائية ميلودي هيتس. حطّم ألبوم «بتفكر في إيه» الرقم القياسي في صدارة لوائح أفضل الألبومات العربية مبيعًا ضمن إحصائيات «هيت ماركر»، بعد أن بقيَّ في المركز الأوّل لمدة 54 أسبوعًا مُتتاليًّا. أُنتج من الألبوم سبع أغنيات منفردة لكل منها فيديو كليب، من ضمنهما أغنيتان ترويجيتان، وهو ما جعل نانسي عجرم تحافظ على صدارتها في قائمة أكثر الفنانين نجاحًا في تاريخ صناعة الموسيقى العربية الحديثة. أهّل الإقبال الجماهيري على ألبوم «بتفكر في إيه» نانسي عجرم للفوز بأول جائزة لها ضمن إحتفالية جوائز الموسيقى العالمية لعام 2008، عن فئة أفضل فنانة شرق أوسطية مبيعًا في العالم، لتصبح أصغر فنان عربي يحصل على الجائزة في تاريخ جوائز الموسيقى العالمية.
في سبتمبر 2010، أصدرت نانسي ألبومها الغنائي السابع، باسم: نانسي 7، وقد ضم أربع أغنيات منفردة ناجحة. تصدرت الأغنية المنفردة الرئيسية للألبوم «في حاجات» المركز الأول على العديد من اللوائح البيانية العربية، وكان من بينها لائحة «هيت ماركر»، حيث حافظت على صدارتها ضمن اللائحة لمدة 15 أسبوعًا متتاليًا، لتصبح الأطول في تاريخ إحصائيات الموقع. نال ألبوم «نانسي 7» رواجًا عربيًّا وأصبح الألبوم الثاني لنانسي عجرم الذي يتوّجها بجائزة الموسيقى العالمية عن فئة أفضل فنانة شرق أوسطية مبيعًا في العالم.
بعد عامين من صدور ألبومها السابع، أصدرت نانسي في سبتمبر 2012، ألبومها الغنائي الثاني المُخصص للأطفال، وكان بعنوان: سوبر نانسي، وسرعان ما ظهر على قمة لوائح أفضل الألبومات العربية مبيعًا، وقد سجلت لائحة «هيت ماركر» احتفاظه بالمركز الأوّل لأسابيع متواصلة. تلا ذلك بعامين، صدور ألبوم نانسي 8، وهو الألبوم الغنائي الثامن في مسيرة نانسي عجرم الغنائية. دخل الألبوم مخطط «هيت ماركر» مباشرة، حيث وصل إلى المركز الأول وظل في القمة لأسابيع متواصلة أيضًا. حقّق الألبوم انتشارًا جماهيريًا أيضًا وكان الأكثر مبيعًا في عام 2014 بين ألبومات الفنانات العربيات على مستوى الشرق الأوسط، وهو الذي جعل نانسي عجرم تحوز على جائزة الموسيقى العالمية للمرة الثالثة ضمن مسيرتها الغنائية. أصبحت الأغنية الأولى للألبوم، «ما تيجي هنا»، الأغنية العربية الأسرع مبيعًا في تاريخ آي تيونز، متفوقةً على أغنية حبيبي آي لاف يو لأحمد شوقي وتصدرت مخطط نهاية العام العربي لأفضل 20 أغنية لبنانية رسمية كأكثر الأغاني تدفقًا في لبنان لعام 2014. تبعه ألبوم عجرم التاسع حاسة بيك في أبريل 2017، الذي تصدّر قائمة «هيت ماركر» لمدة 16 أسبوعًا متواصلًا منذ صدوره.
صدر ألبومها الغنائي العاشر الذي أطلقت عليه اسم: نانسي 10 في 10 يوليو 2021، وقد أصدرت منه خمس أغان منفردة، كانت الأولى بعنوان: «حبك بيقوى» في 27 مايو 2021.

## الألبومات

### ألبومات الإستديو
| العنوان                                                                                 | بيانات الألبوم | مركز المبيعات | مركز المبيعات            | مركز المبيعات | مركز المبيعات | مركز المبيعات | مركز المبيعات | مركز المبيعات | مركز المبيعات | مركز المبيعات | مركز المبيعات | شهادات المبيعات | المبيعات                                                                                  |
| العنوان                                                                                 | بيانات الألبوم | مصر           | الإمارات العربية المتحدة | لبنان         | قطر           | الجزائر       | المغرب        | روتانا موسيقى | تونس          | الأردن        | البحرين       | شهادات المبيعات | المبيعات                                                                                  |
| --------------------------------------------------------------------------------------- | --- | ------------- | ------------------------ | ------------- | ------------- | ------------- | ------------- | ------------- | ------------- | ------------- | ------------- | --- | ----------------------------------------------------------------------------------------- |
| محتجالك                                                                                 | - صدر: 2 أكتوبر 1998 - شركة الإنتاج: إيمي - الأنواع: قرص مضغوط، شريط سمعي، تحميل موسيقى                                      | —             | —                        | —             | —             | 131           | —             | —             | 98            | —             | —             | - لبنان: الذهبية - مصر: البلاتينية | - لبنان: 22,000 - مصر: 82,000 - الوطن العربي: 200,000                                     |
| شيل عيونك عني                                                                           | - صدر: 1 يوليو 2001 - شركة الإنتاج: إيمي - الأنواع: قرص مضغوط، شريط سمعي، تحميل موسيقى                                       | 22            | 15                       | 55            | —             | —             | 22            | 17            | 61            | 50            | 76            | - لبنان: الذهبية - مصر: الذهبية - الإمارات العربية المتحدة: الفضية                                                                                                | - لبنان: 85,308 - مصر: 378,000 - الإمارات العربية المتحدة: 21,000 - الوطن العربي: 977,000 |
| يا سلام                                                                                 | - صدر: 24 فبراير 2003 - شركة الإنتاج: ريلاكس إن، ميجا ستار - الأنواع: قرص مضغوط، قرص مضغوط/دي في دي، شريط سمعي، تحميل موسيقى | 1             | 1                        | 1             | 1             | 1             | 1             | 1             | 1             | 1             | 1             | - لبنان: البلاتينية - مصر: 5×Platinum - الإمارات العربية المتحدة: 3×Platinum - الأردن: البلاتينية - روتانا موسيقى: الماسية - تونس: الذهبية                        | - لبنان: 400,000 - مصر: 1,100,000 - الوطن العربي: 2,000,000                               |
| آه ونص                                                                                  | - صدر: 14 أبريل 2004 - شركة الإنتاج: ريلاكس إن، ميجا ستار - الأنواع: قرص مضغوط، قرص مضغوط/دي في دي، شريط سمعي، تحميل موسيقى  | 1             | 1                        | 1             | 1             | 1             | 1             | 1             | 1             | 1             | 1             | - لبنان: 2x البلاتينية - مصر: الماسية - الإمارات العربية المتحدة: 3x البلاتينية - الأردن: 2x البلاتينية - تونس: الذهبية - المغرب: 2× البلاتينية - قطر: البلاتينية | - مصر: 3,000,000 - الوطن العربي: 4,500,000                                                |
| يا طبطب ودلع                                                                            | - صدر: 21 فبراير 2006 - شركة الإنتاج: آرت لاين ميوزيك - الأنواع: قرص مضغوط، شريط سمعي، تحميل موسيقى                          | 1             | 1                        | 1             | 1             | 1             | 1             | 1             | 1             | 1             | 1             | - لبنان: الذهبية - مصر: الذهبية | - مصر: 600,000 - الوطن العربي: 1,000,000                                                  |
| شخبط شخابيط                                                                             | - صدر: 11 يونيو 2007 - شركة الإنتاج: إي دبليو إي للإنتاج - الأنواع: قرص مضغوط، شريط سمعي، تحميل موسيقى                       | 1             | 1                        | 1             | 1             | 1             | 1             | 1             | 1             | 1             | 1             | - لبنان: الفضية - مصر: الفضية | - الوطن العربي: 650,000 (حتى 2007)                                                        |
| بتفكر في إيه                                                                            | - صدر: 30 يوليو 2008 - شركة الإنتاج: إين تو ميوزيكا - الأنواع: قرص مضغوط، شريط سمعي، تحميل موسيقى                            | 1             | 1                        | 1             | 1             | 1             | 1             | 1             | 1             | 1             | 1             | - لبنان: 4x البلاتينية - مصر: الماسية - الإمارات العربية المتحدة: 8x البلاتينية - الأردن: الذهبية - تونس: 2× البلاتينية - الجزائر: الذهبية - المغرب: الفضية       | - لبنان: 120,000 - مصر: 1,820,200 - الوطن العربي: 5,000,000                               |
| نانسي 7                                                                                 | - صدر: 6 سبتمبر 2010 - شركة الإنتاج: إين تو ميوزيكا - الأنواع: قرص مضغوط، تحميل موسيقى                                       | 1             | 1                        | 1             | 1             | 1             | 1             | 1             | 1             | 1             | 1             | - لبنان: 8x البلاتينية - مصر: 9x البلاتينية - الإمارات العربية المتحدة: 6x البلاتينية - الأردن: الذهبية - تونس: البلاتينية - الجزائر: الذهبية - المغرب: الذهبية   | - لبنان: 380,000 - مصر: 4,770,200 - الوطن العربي: 8,000,000                               |
| سوبر نانسي                                                                              | - صدر: 13 سبتمبر 2012 - شركة الإنتاج: إين تو ميوزيكا، آرابيكا ميوزيك - الأنواع: قرص مضغوط، تحميل موسيقى                      | 1             | 1                        | 1             | 1             | 1             | 1             | 1             | 1             | 1             | 1             | |                                                                                           |
| نانسي 8                                                                                 | - صدر: 21 مارس 2014 - شركة الإنتاج: إين تو ميوزيكا - الأنواع: قرص مضغوط، تحميل موسيقى                                        | 1             | 1                        | 1             | 1             | 1             | 1             | 1             | 1             | 1             | 1             | |                                                                                           |
| حاسة بيك                                                                                | - صدر: 21 أبريل 2017 - شركة الإنتاج: إين تو ميوزيكا - الأنواع: قرص مضغوط، تحميل موسيقى                                       | 1             | 1                        | 1             | 1             | 1             | 1             | 1             | 1             | 1             | 1             | |                                                                                           |
| نانسي 10                                                                                | - صدر: 10 يوليو 2021 - شركة الإنتاج: إين تو ميوزيكا - الأنواع: تحميل موسيقى                                                  | 1             | 1                        | 1             | 1             | 1             | 1             | 1             | 1             | 1             | 1             | |                                                                                           |
| "-" تشير إلى أن الألبوم لم يصدر في تلك المنطقة أو أن الرسومات البيانية للألبوم لم تُسجّل. | |               |                          |               |               |               |               |               |               |               |               | |                                                                                           |

### ألبومات حفلات
| العنوان                    | بيانات الألبوم                                                               | وصف | مرجع          |
| -------------------------- | ---------------------------------------------------------------------------- | --- | ------------- |
| الدنيا حلوة - حفلة         | - صدر: 23 أكتوبر 2007 - شركة الإنتاج: آرت لاين ميوزيك - الأنواع: قرص مضغوط   | يُسجّل حفلة نانسي في مهرجان جرش في الأردن، التي أحيتها في 13 أغسطس 2007. يحتوي الألبوم على نسخة الإستوديو من أغنية "الدنيا حلوة" وسبعة أغانٍ أخرى قدمتها أداءً حيًّا في الحفلة، إضافة إلى أداء حي آخر لها لأغنية "مستنياك" لعزيزة جلال. | [ 19 ] [ 20 ] |
| أوّل مرّة                    | - صدر: 2 مايو 2009 - شركة الإنتاج: آرت لاين ميوزيك - الأنواع: قرص مضغوط      | يعرض أداءً حيًّا لأغانٍ طربية عربية لكبار الفنانين العرب، مثل: أم كلثوم، عبد الحليم حافظ، وردة الجزائرية، ميادة الحناوي وشريفة فاضل، وقد أختيرت تلك الأغاني من حفلات نانسي بين عامي 2006 و2009.                                       | [ 21 ]        |
| أمل بلا حدود (حفلة مباشرة) | - صدر: 26 مايو 2020 - شركة الإنتاج: إين تو ميوزيكا - الأنواع: تحميل موسيقى   | يعرض أغاني حفلها الصغير المباشر، الذي بُث أونلاين على اليوتيوب في 26 مايو 2020 بمناسبة عيد الفطر. قدمت نانسي ثمانية من أبرز أغانيها الحديثة والقديمة، وقد أصدرت ضمن ثلاثة مقاطع في الألبوم.                                        | [ 22 ]        |
| حفل 2020 الحي              | - صدر: 18 سبتمبر 2020 - شركة الإنتاج: إين تو ميوزيكا - الأنواع: تحميل موسيقى | يعرض أغاني حفلها الصغير المباشر، الذي بُث أونلاين على التيك توك في 18 سبتمبر 2020. قدمت نانسي إحدى عشرة أغنية من أبرز أغانيها الحديثة والقديمة، وقد أصدرت ضمن ستة مقاطع في الألبوم.                                                | [ 23 ]        |

### ألبومات أغان منتقاة
| العنوان                    | بيانات الألبوم                                                                        | وصف | مرجع                 |
| -------------------------- | ------------------------------------------------------------------------------------- | --- | -------------------- |
| أجمل الأغاني Greatest Hits | - صدر: 8 يونيو 2009 - شركة الإنتاج: إيمي - الأنواع: قرص مضغوط، دي في دي، تحميل موسيقى | يحتوي الألبوم على إصداراتها المنفردة الأكثر شهرة من ألبوماتها الخمسة الأولى التي صدرت ما بين عامي 1998 و2006 وسجلت من قبل ريلاكس إن، ميجا ستار وآرت لاين ميوزيك مع إيمي. طُرحت ثلاثة إصدارات مختلفة من الألبوم: نسخة CD، ونسخة DVD في عام 2010، وإصدار جامع في نفس العام أيضًا. | [ 24 ] [ 25 ] [ 26 ] |

### إعادة الإصدار
| العنوان | بيانات الألبوم                                                                         | وصف                                                                                      | مرجع          |
| ------- | -------------------------------------------------------------------------------------- | ---------------------------------------------------------------------------------------- | ------------- |
| آه ونص  | - صدر: 16 يوليو 2006 - شركة الإنتاج: إيمي - الأنواع: قرص مضغوط/دي في دي، تحميل موسيقى  | يحتوي على قرصين - ألبوم مُعاد تسجيله رقميًا على القرص الأوّل، الكليبات وعروض حية على الآخر. | [ 27 ] [ 28 ] |
| يا سلام | - صدر: 14 فبراير 2007 - شركة الإنتاج: إيمي - الأنواع: قرص مضغوط/دي في دي، تحميل موسيقى | يحتوي على قرصين - ألبوم مُعاد تسجيله رقميًا على القرص الأوّل، الكليبات وعروض حية على الآخر. | [ 29 ]        |

## الأغاني المنفردة

### مضمَّنة في الألبومات
| العنوان            | السنة | الألبوم                   |
| ------------------ | ----- | ------------------------- |
| «محتجالك»          | 1998  | محتجالك                   |
| «شيل عيونك عَنِّي»    | 2001  | شيل عيونك عني             |
| «أخاصمك آه»        | 2002  | يا سلام                   |
| «يا سلام»          | 2003  | يا سلام                   |
| «ياي سحر عيونه»    | 2003  | يا سلام                   |
| «آه ونص»           | 2004  | آه ونص                    |
| «لون عيونك»        | 2004  | آه ونص                    |
| «قول تاني كده»     | 2005  | آه ونص                    |
| «إنت إيه»          | 2005  | آه ونص                    |
| «يا طَبْطَب»          | 2006  | يا طبطب ودلع              |
| «معجبة»            | 2006  | يا طبطب ودلع              |
| «أنا يلي بحبك»     | 2006  | يا طبطب ودلع              |
| «إحساس جديد»       | 2006  | يا طبطب ودلع              |
| «شخبط شخابيط»      | 2007  | شخبط شخابيط (ألبوم أطفال) |
| «شاطر»             | 2007  | شخبط شخابيط (ألبوم أطفال) |
| «كتكوتة»           | 2007  | شخبط شخابيط (ألبوم أطفال) |
| «عيد ميلاد»        | 2007  | شخبط شخابيط (ألبوم أطفال) |
| «إلي كان»          | 2007  | يا طبطب ودلع              |
| «مشتاقة ليك»       | 2007  | يا طبطب ودلع              |
| «رسالة للعالم»     | 2008  | شخبط شخابيط (ألبوم أطفال) |
| «بتفكّر في إيه»     | 2008  | بتفكر في إيه              |
| «مين ده إللي نسيك» | 2008  | بتفكر في إيه              |
| «لمسة إيد»         | 2009  | بتفكر في إيه              |
| «ابن الجيران»      | 2009  | بتفكر في إيه              |
| «ماشي حَدّي»         | 2009  | بتفكر في إيه              |
| «في حاجات»         | 2010  | نانسي 7                   |
| «شيخ الشباب»       | 2010  | نانسي 7                   |
| «يا كثر»           | 2011  | نانسي 7                   |
| «مين الماعندو»     | 2011  | نانسي 7                   |
| «يا بنات»          | 2012  | سوبر نانسي (ألبوم أطفال)  |
| «بقوسي»            | 2012  | سوبر نانسي (ألبوم أطفال)  |
| «سطوحي»            | 2012  | سوبر نانسي (ألبوم أطفال)  |
| «ما تيجي هنا»      | 2014  | نانسي 8                   |
| «مش فارقة كتير»    | 2014  | نانسي 8                   |
| «ما أوعدك»         | 2014  | نانسي 8                   |
| «يلا»              | 2014  | نانسي 8                   |
| «وبكون جايي ودّعك»  | 2015  | نانسي 8                   |
| «عَم بتعلق فيك»     | 2016  | حاسة بيك                  |
| «حاسة بيك»         | 2017  | حاسة بيك                  |
| «ومعاك»            | 2018  | حاسة بيك                  |
| «الحب زي الوتر»    | 2019  | حاسة بيك                  |
| «سلامات»           | 2021  | نانسي 10                  |
| «مِيَّة وخمسين»       | 2021  | نانسي 10                  |
| «ما تعتِذر»         | 2022  | نانسي 10                  |

### غير مضمَّنة في الألبومات
| العنوان               | السنة | كلمات        | ألحان       | توزيع          | مرجع   |
| --------------------- | ----- | ------------ | ----------- | -------------- | ------ |
| "حبّك علّم قلبي الغيرة" | 1996  | طانيوس حرفوش | عبدو منذر   | عبدو منذر      | [ 30 ] |
| "قولها كلمة علشاني"   | 1998  | غير معروف    | غير معروف   | غير معروف      | [ 30 ] |
| "الدنيا حلوة"         | 2007  | أكرم العاصي  | محمد رحيم   | أشرف عبده      | [ 31 ] |
| "سلمولي عليه"         | 2009  | نبيل خلف     | وليد سعد    | تميم           | [ 32 ] |
| "بدّك تبقى فيك"        | 2012  | أحمد ماضي    | زياد برجي   | هادي شرارة     | [ 33 ] |
| "يا غالي"             | 2013  | أحمد ماضي    | زياد برجي   | هادي شرارة     | [ 34 ] |
| "أَعْمُل عاقلة"          | 2013  | أمير طعيمة   | رامي جمال   | طارق مدكور     | [ 35 ] |
| "معقول الغرام"        | 2015  | ميشال جحا    | جوزيف جحا   | باسم رزق       | [ 36 ] |
| "بدنا نولّع الجو"      | 2018  | سمير نخلة    | جوزيف جحا   | باسم رزق       | [ 37 ] |
| "قلبي يا قلبي"        | 2020  | نبيل الخوري  | نبيل الخوري | باسم رزق       | [ 38 ] |
| "إنتِ العقل"           | 2022  | منير بو عساف | نبيل عجرم   | جان ماري رياشي |        |

## أعمال أخرى
| العنوان                        | السنة | كلمات (s)                                              | ألحان                                             | توزيع           | وصف | مرجع          |
| ------------------------------ | ----- | ------------------------------------------------------ | ------------------------------------------------- | --------------- | --- | ------------- |
| "إلحقني"                       | 2003  | إلياس ناصر                                             | غي مانوكيان                                       | غي مانوكيان     | الأغنية الرسمية لانطلاق ماراثون بيروت. شاركت نانسي مع يوري مرقدي، دينا حايك، زين العمر، هيفاء وهبي وجو أشقر. | [ 39 ]        |
| "كويت الشهامة"                 | 2005  | إلياس ناصر                                             | جورج كرم                                          | ناصر الأسعد     | إهداء إلى الكويت بمناسبة عيدها الوطني. | [ 40 ]        |
| "لا ما خلصت الحكاية"           | 2005  | نزار فرنسيس                                            | جان ماري رياشي                                    | جان ماري رياشي  | تذكيرًا باغتيال رئيس الوزراء اللبناني رفيق الحريري، شاركت نانسي مع كوكبة من الفنانين اللبنانيين، منهم: صباح، نوال الزغبي، هيفاء وهبي، وائل كفوري، أمل حجازي، مايا نصري، ملحم زين، رامي عياش وآخرين.                                                                            | [ 41 ]        |
| "أنا مصري"                     | 2006  | مصطفى مرسي                                             | وليد سعد                                          | محمد مصطفى      | تزامنت الأغنية مع استضافة مصر لكأس الأمم الأفريقية لكرة القدم وفوزها بالبطولة. | [ 42 ]        |
| "حبيب العمر"                   | 2006  | بيار حايك                                              | زياد بطرس                                         | ميشال فاضل      | أغنية مهداة إلى لبنان، صدرت قبل حرب لبنان 2006. | [ 43 ]        |
| "أهلي وزمالك"                  | 2006  | غير معروف                                              | غير معروف                                         | غير معروف       | مهداة إلى قطبي كرة القدم المصرية والغريمين الأهلي والزمالك، لتصبح بذلك أول من يغني للناديين معًا بعد المطربة الراحلة صباح. | [ 42 ]        |
| "خليك بوجه الغضب"              | 2007  | نزار فرنسيس                                            | سمير صفير                                         | كريم عبد الوهاب | أهدت نانسي هذه الأغنية إلى الجيش اللبناني بعد الصراع المسلح الذي نشب في شمال لبنان عام 2007. | [ 44 ]        |
| "الضمير العربي"                | 2008  | عبد الكريم معتوق، سيد شوقي، أحمد العريان وسهام الشعشاع | طارق أبو جودة، خالد البكري، مصطفى محفوظ وعادل حقي | عادل حقي        | أوبريت مكمل لأوبريت الحلم العربي، حيث شاركت نانسي مع أكثر من مائة فنان عربي آخر، منهم وديع الصافي، أصالة نصري، لطيفة والشاب خالد. | [ 45 ] [ 46 ] |
| "يا ربي تكبر ميلا"             | 2009  | فارس إسكندر                                            | سليم سلامة                                        | عمر صباغ        | مهداة إلى ابنتها الكبرى «ميلا». | [ 47 ]        |
| "مصر المحروسة"                 | 2009  | أيمن بهجت قمر                                          | عمار الشريعي                                      | عمار الشريعي    | مهداة إلى مصر، في أوّل ظهور لنانسي في الحفل الختامي لمهرجان القاهرة للإعلام العربي. | [ 48 ]        |
| "وحشاني يا مصر"                | 2011  | محمد عوف                                               | مصطفى شوقي                                        | رفيق عاكف       | مهداة إلى مصر بعد ثورة 25 يناير. | [ 49 ]        |
| "حضري لعبك"                    | 2011  | فارس إسكندر                                            | سليم سلامة                                        | عمر صباغ        | مهداة إلى ابنتها الوسطى «إيلا». | [ 50 ]        |
| "بابا بورتو"                   | 2011  | أيمن بهجت قمر                                          | محمد رحيم                                         | كريم عبد الوهاب | عن شخصية كرتونية تُعرف باسم بابا بورتو، صُمّمت للترويج لمنتجعات بورتو في مصر، والأغنية ضمن فيديو يصوّر بورتو وهو يستمتع في رحلته في المنتجعات. | [ 51 ]        |
| "أوبريت جيش لبنان"             | 2012  | نزار فرنسيس                                            | سمير صفير                                         | داني حلو        | مهداة إلى الجيش اللبناني في ذكرى تأسيسه السابعة والستين، حيث شارك نانسي مجموعة من الفنانين اللبنانيين، وهم: عاصي الحلاني، وائل كفوري، نوال الزغبي وسمير صفير. | [ 52 ]        |
| "خدوا بالكو دي مصر"            | 2013  | جمال بخيت                                              | وليد سعد                                          | غير معروف       | مهداة إلى مصر في الذكرى الأربعين لانتصارات السادس من أكتوبر. | [ 53 ]        |
| "البركة"                       | 2015  | أيمن بهجت قمر                                          | عمرو مصطفى                                        | توما            | مهداة إلى مصر احتفالًا بإطلاق قناة السويس الجديدة، ويظهر الفيديو احتفال المصريين بقناة السويس بالرقص والتلويح بالأعلام المصرية. | [ 54 ]        |
| "والله وليكم وحشة"             | 2016  | منير بو عساف وعبد الرحمن العثمان                       | هشام بولص وعبد الرحمن العثمان                     | عصام الشرايطي   | أنتجت ضمن افتتاحية أراب آيدول في موسمه الرابع حيث انضمت نانسي إلى لجنة التحكيم ومعها كل من وائل كفوري، أحلام الشامسي وحسن الشافعي. | [ 55 ]        |
| "أوبريت الأرزة"                | 2017  | نزار فرنسيس                                            | ميشال فاضل                                        | ميشال فاضل      | أوبريت غنائي يحتفي بشجرة الأرز، الرمز الوطني اللبناني الذي يُزيّن علم لبنان، ضمن افتتاحية مهرجان الأرز الدولي حيث غنت نانسي جنبًا إلى جنب مع كل من غسان صليبا، معين شريف، رامي عياش، وليد توفيق، ملحم زين، زين العمر، نجوى كرم، عبير نعمة، تانيا قسيس، جوزيف عطية وإيليا فرنسيس. | [ 56 ]        |
| "وبكرة زيد فرحتنا"             | 2018  | تامر حسين                                              | عمرو مصطفى                                        | أمين نبيل       | ضمن إعلان لمجموعة طلعت مصطفى. | [ 57 ]        |
| "ليا"                          | 2019  | منير بو عساف                                           | نبيل عجرم                                         | باسم رزق        | مهداة إلى ابنتها الصغرى «ليا». | [ 58 ]        |
| "راجل ابن راجل"                | 2019  | ملاك عادل                                              | وليد سعد                                          | أحمد عادل       | مهداة إلى مصر. | [ 59 ]        |
| "فرق كبير" (بمشاركة تامر حسني) | 2019  | منة عدلي القيعي                                        | إيهاب عبد الواحد                                  | أحمد طارق يحيى  | ضمن إعلان لمجموعة أورنج مصر في استقبال شهر رمضان. | [ 60 ]        |
| "إلى بيروت الأنثى"             | 2020  | نزار قباني                                             | هشام بولس                                         | باسم رزق        | مهداة إلى بيروت، العاصمة اللبنانية بعد انفجار مرفأ بيروت. | [ 61 ]        |
| "إِمّي"                          | 2021  | إميل فهد                                               | يحيى الحسن                                        | إيلي بربر       | صدرت الأغنية المصورة عشية عيد الأم في الوطن العربي، تحت عنوان: «إهداء لكل إمّ ولإمّي». | [ 62 ]        |

## الموسيقى التصويرية
| العنوان                                                 | السنة | الجزء                   | كلمات            | ألحان          | إنتاج           | مرجع   |
| ------------------------------------------------------- | ----- | ----------------------- | ---------------- | -------------- | --------------- | ------ |
| شارة البداية: "ابن الأرندلي" شارة النهاية: "كل الحكاية" | 2009  | ابن الأرندلي            | أيمن بهجت قمر    | محمود طلعت     | محمود طلعت      | [ 63 ] |
| شارة البداية: "سمارة" شارة النهاية: "على فين يا سمارة"  | 2011  | سمارة                   | حسين ممصطفى محرم | محمد يحيى      | طارق عبد الجبار | [ 64 ] |
| "سكك البنات"                                            | 2012  | حكايات بنات             | أيمن بهجت قمر    | وليد سعد       | طارق مدكور      | [ 65 ] |
| "بمية راجل"                                             | 2013  | بمية راجل (مسلسل إذاعي) | أمير طعيمة       | جان ماري رياشي | جان ماري رياشي  | [ 66 ] |
| شارة البداية: "مقسومة نصّين" شارة النهاية: "هي حلوة"     | 2015  | حالة عشق                | أيمن بهجت قمر    | وليد سعد       | أحمد إبراهيم    | [ 67 ] |
| "عَمْ بتغيَّر"                                              | 2018  | جوليا                   | أحمد ماضي        | زياد برجي      | أحمد إبراهيم    | [ 68 ] |
| "العمر"                                                 | 2020  | سكر زيادة               | تامر حسين        | وليد سعد       | أحمد إبراهيم    | [ 69 ] |
| "العقرب"                                                | 2022  | نور                     | مروان خوري       | مروان خوري     | داني خوري       |        |

## الشعارات العالمية لكوكا كولا
لطالما أدرجت كوكا كولا الشرق الأوسط، شعارات كوكا كولا العالمية في حملاتا العربية بالتعاون مع نانسي عجرم. في عام 2007، أطلقت كوكا كولا حملتها العالمية للترويج لعلامتها التجارية تحت شعارها الشهير «ذا كوك سايد أوف لايف» (بالإنجليزية: The Coke Side of Life)، وركزت ضمن الحملة على مواضيع عدة، من بينها المتعة والسعادة والألوان والحياة. أدّى تعاون الشركة مع نانسي عجرم إلى إنتاج أغنية «الدنيا حلوة» والتي صُوّرت ضمن إعلان تجاري وأخرجها مخرج أمريكي باعتماد معايير عالمية وتأثيرات عالية التقنية. أصرت نانسي على تصوير الإعلان في لبنان الذي كان قد خرج للتو من حرب 2006 التي أثرت بشكل كبير على اقتصاده وبنيته التحتية. تعد أغنية «الدنيا حلوة» أنجح إعلان تجاري لشركة كوكا كولا في الشرق الأوسط ونانسي حتى الآن. أصبحت الأغنية كذلك من أنجح أغاني نانسي، مما دفع نانسي إلى إصدارها أغنية منفردة في ألبوم حمل عنوان: «الدنيا حلوة - حفلة». بعد عامين، وتحديدًا في مايو من العام 2009، جرى استكمال الحملة دوليًا، تحت شعار «افتح تفرح» (بالإنجليزية: Open Happiness)، حيث أصدرت نانسي بالتعاون مع شركة كوكا كولا الشرق الأوسط أغنية «افتح قلبك تفرح»، لكن بسبب ظروف حمل نانسي وولادتها لمولودتها الأولى في 13 الشهر نفسه، لم تتمكن من المشاركة في الحملات المرئية والتلفزيونية التي كان من المتوقع تصويرها بشكل خاص للإعلان، وبدلًا من ذلك استخدمت الأغنية في الإعلان الدولي لكوكا كولا. أطلقت الشركة حينذاك موقعًا على شبكة الإنترنت للترويج للحملة حمل شعار الحملة نفسها.
في عام 2010، أصدرت كوكا كولا نسخة عربية من أغنية وايفين فلاغ لكنعان، بعنوان «شجّع بِعَلَمَك»، وقد اختيرت الأغنية لتكون الأغنية الإشهارية لبطولة كأس العالم لكرة القدم، التي عقدت في جنوب أفريقيا في ذلك العام، وتعاقدت الشركة مع نانسي لتؤديها للترويج للبطولة في الوطن العربي. في عام 2014، سجلت نانسي بالتعاون مع كوكا كولا أغنية إشهارية أخرى لبطولة كأس العام التي أقيمت في البرازيل في ذلك العام، وحملت الأغنية عنوان: «شجّع حِلمك»، وأدّى الشاب خالد الأغنية مشاركة مع نانسي.
| العنوان                                   | السنة | كلمات         | ألحان                      | توزيع                      |
| ----------------------------------------- | ----- | ------------- | -------------------------- | -------------------------- |
| "الدنيا حلوة"                             | 2007  | أكرم العاصي   | محمد رحيم                  | أشرف عبده                  |
| "افتح قلبك تفرحْ"                          | 2009  | أيمن بهجت قمر | محمد يحيى                  | طارق مدكور                 |
| "شجّع بعلمك (Wavin' Flag)" (بمشاركة كنعان) | 2010  | أيمن بهجت قمر | ذا سميزينغتونز وطارق مدكور | ذا سميزينغتونز وطارق مدكور |
| "شجّع حلمك" (بمشاركة الشاب خالد)           | 2014  | أمير طعيمة    | حسن الشافعي                | حسن الشافعي                |